# ГЕС-ГАЕС Мадзеґава I
ГЕС-ГАЕС Мадзеґава I (яп. 馬瀬川第一発電所, Мадзеґава дайічі хацуденшьо, Гепберн: Mazegawa Daiichi hatsudensho) — гідроелектростанція в Японії на острові Хонсю. Знаходячись між ГЕС Чюро (13,3 МВт) та ГЕС Мадзеґава II, входить до складу бічної гілки гідровузла у сточищі річки Хіда, правої притоки Кісо, яка за десяток кілометрів на захід від Нагої впадає до затоки Ісе (Внутрішнє Японське море).
Один зі ступенів каскаду на Хіді включає одразу дві станції — ГЕС Хігасі-Уеда (35 МВт) та ГЕС Чюро. Відпрацьована останньою вода далі перекидається у долину правої притоки Хіди річки Мадзеґава, де використовується бічною гілкою у складі станцій Мадзеґава I та Мадзеґава II. У підсумку обидві гілки каскаду сходяться перед розташованою на Хіді малою ГЕС Офунато (6,4 МВт), при цьому на шляху до неї вода, що прямує долиною головної річки, проходить після ГЕС Хігасі-Уеда через станції Сето (49,2 МВт) і Шімобару (22,2 МВт).
Машинний зал станції Чюро розташований на лівобережжі Хіди, тому після неї долину річки перетинає акведук довжиною понад три сотні метрів, котрий переходить у тунель до Мадзеґави довжиною 7,1 км з шириною від 3,1 до 4,8 метра та висотою від 3,1 до 3,3 метра. На своєму шляху ця споруджена у 1970-х роках система перетинається з дериваційним тунелем, котрий з 1930-х подає воду Мадзеґави у зворотньому напрямку — на один з машинних залів зазначеної вище ГЕС Сето (другий зал живиться від водозабору на самій Хіді).
На Мадзеґаві послідовно розташовуються два резервуари:
- створений за допомогою насипної греблі Івая, котра має висоту 128 метрів, довжину 366 метрів та ширину від 10 (по гребеню) до 569 (по основі) метрів. Ця споруда потребувала 5,8 млн м3 матеріалу та утримує водойму з площею поверхні 4,26 км2 і об'ємом 173,25 млн м3 (корисний об'єм 150 млн м3, з яких 50 млн м3 зарезервовано для протиповеневих заходів). У сховищі припустиме коливання рівня в операційному режимі між позначками 366 та 411 метрів НРМ, а у випадку повені останній показник може збільшуватись до 424 метрів НРМ.
- створений бетонною гравітаційною греблею Мадзеґава висотою 45 метрів та довжиною 263 метра, яка потребувала 101 тис. м3 матеріалу. Вона утримує водойму з площею поверхні 0,7 км2 і об'ємом 9,7 млн м3 (корисний об'єм 6,1 млн м3), в якій припустиме коливання рівня між позначками 303,5 та 314,5 метра НРМ.
Через два тунелі довжиною по 0,22 км з діаметром 7,2 метра та відповідну кількість напірних водоводів довжиною по 0,14 км зі спадаючим діаметром від 5,2 до 4,9 метра ресурс зі сховища греблі Івая подається до машинного залу. При цьому із нижнім резервуаром останній сполучають два тунелі довжиною по 0,19 км з діаметром 8,5 метра. В системі також працюють два вирівнювальні резервуари висотою 106 метрів та діаметром 8 метрів.
Основне обладнання станції становлять дві оборотні турбіни типу Деріяз потужністю по 149 МВт у генераторному та 160 МВт у насосному режимах. Під час роботи вони використовують номінальний напір у 99,6 метра.